# كاري فيرتانن
كاري فيرتانن (بالفنلندية: Kari Virtanen)‏ (15 سبتمبر 1958 في فنلندا - ) هو مدرب كرة قدم ولاعب كرة قدم فنلندي في مركز الوسط، شارك في الألعاب الأولمبية الصيفية 1980. ولعب مع نادي روفانييمن بالوسورا.

## وصلات خارجية
- كاري فيرتانن على موقع الاتحاد الدولي (مؤرشف)  (الإنجليزية)
- كاري فيرتانن على موقع قاعدة بيانات كرة القدم.إي يو (الإنجليزية)
- كاري فيرتانن على موقع ناشيونال فوتبول تيمز (الإنجليزية)
- كاري فيرتانن على موقع عالم كرة القدم.نت (الإنجليزية)
- كاري فيرتانن على موقع أوليمبيديا (الإنجليزية)